# NGC 3278
NGC 3278 is een spiraalvormig sterrenstelsel in het sterrenbeeld Luchtpomp. Het hemelobject werd op 2 maart 1835 ontdekt door de Britse astronoom John Herschel.

## Synoniemen
- ESO 317-43
- MCG -7-22-21
- IRAS 10293-3941
- PGC 31068